# Conservatório Bomfim
O Conservatório Bomfim, até 2016 conhecido como Companhia da Música é uma escola de Música, instalada em Braga, criada em 1993, em 2012/2013 com 580 alunos.
É desde 2002 um Estabelecimento de Ensino Particular e Cooperativo especializado em Música, em regime de paralelismo pedagógico reconhecido pelo Ministério da Educação.

A escola funciona no Mercado Cultural do Carandá, em instalações propriedade da Câmara Municipal de Braga, construídas de raiz e projetadas pelo arquiteto Eduardo Souto Moura.